# Mari Weiß
Mari Weiß (* 29. Februar 1984 in Berlin) ist eine deutsche Juristin und frühere Politikerin. Von 2007 bis 2011 gehörte sie als parteilose Abgeordnete dem Berliner Abgeordnetenhaus an und war dort Mitglied der Fraktion Die Linke. Seit 2016 steht sie im Richterdienst des Landes Brandenburg.

## Leben und Politik
Mari Weiß wurde 1984 in Berlin-Lichtenberg geboren. 2003 legte sie ebendort ihr Abitur am Johann-Gottfried-Herder-Gymnasium ab und studierte Rechtswissenschaften an der HU Berlin. Von September 2005 bis Juni 2006 studierte sie Études de droit an der Universität Paris II mit Schwerpunkt Europarecht.
Am 16. April 2007 rückte sie für Harald Wolf in das Berliner Abgeordnetenhaus nach. Dort war sie Mitglied im Hauptausschuss und im Ausschuss für Bildung, Jugend und Familie. 2011 schied sie aus dem Parlament aus.
Weiß wurde 2016 zur Richterin auf Probe ernannt. Sie war zunächst am Verwaltungsgericht Potsdam tätig und ist nunmehr als Richterin am Amtsgericht Königs Wusterhausen als Richterin ohne Dezernat tätig.